# Tukultí-Ninurta II.
Tukultí-Ninurta II. byl králem Asýrie od smrti svého otce Adad-niráriho II. v roce 891 př. n. l. až do své smrti roku 884 př. n. l. Tento ctížádostivý panovník měl vysoké cíle, ale zemřel dříve, než mohl něco uskutečnit. Jeho slavnějším nástupcem se stal jeho syn Aššurnasirpal II.